# Hemsleya dipterygia
Hemsleya dipterygia är en gurkväxtart som beskrevs av Ko Zen Kuang och A.M. Lu. Hemsleya dipterygia ingår i släktet Hemsleya och familjen gurkväxter. Inga underarter finns listade i Catalogue of Life.